# Atabapo
Atabapo é um município da Venezuela localizado no estado de Amazonas. A capital do município é a cidade de San Fernando de Atabapo.

## História
Em 2015, o presidente da Venezuela, Nicolas Maduro, declarou parcialmente um estado de emergência no estado do Amazonas, pela crise diplomática com a Colômbia causado pelos eventos no estado Táchira em 21 de agosto do mesmo ano, sendo este entidade municipal um dos cinco municípios afetados pela medida presidencial.

## Geografia

### Relevo
O município tem, relevos tipo Tepui. Essas formações rochosas são uma das mais antigas do mundo, encontradas no Escudo das Guianas. O Tepuy Yapacana, ergue-se a uma altura de 1.345 metros. Este tepui está dentro do Parque Nacional Yapacana Cerro, que abrange uma área de 320 mil hectares e foi fundada em 12 de Dezembro de 1978.